# Voyage (singel Ayumi Hamasaki)
Voyage – dwudziesty ósmy singel Ayumi Hamasaki, wydany 26 września 2002. Utwór Voyage zadebiutował na 1# pozycji w rankingu Oricon, na której utrzymywał się przez 3 tygodnie z 28 w całości, dzięki czemu stał się najdłużej notowanym singlem piosenkarki. Voyage wykorzystano jako piosenka przewodnia w japońskim filmie Tsuki ni shizumu, a także piosenka kończąca odcinki japońskiej dramy My Little Chef  z udziałem Hiroshi'ego Abe i Aya Ueto. W pierwszym tygodniu sprzedano 319 020 kopii, natomiast 679 500 kopii całościowo.

## Lista utworów
| Nr | Tytuł                           | Muzyka        | Aranżacja | Czas |
| -- | ------------------------------- | ------------- | --------- | ---- |
| 1. | "Voyage"                        | CREA, D・A・I | Ken Shima | 5:08 |
| 2. | "HANABI (electrical Bossa mix)" | CREA, D・A・I |           | 5:06 |
| 3. | "independent (SUGIURUMN MIX)"   | CREA, D・A・I |           | 5:45 |
| 4. | "Voyage -Instrumental-"         | CREA, D・A・I | Ken Shima | 5:08 |